# 곤도 구라바
곤도 구라바(일본어: 近藤 蔵波, 2002년 7월 6일~)는 일본의 축구 선수이다.

## 구단 경력
그는 2019년부터 2020년까지 J3리그의 세레소 오사카 U-23에서 뛰었다. 2021년 알비렉스 니가타 싱가포르로 이적했다. 16경기에 출전하여, 8득점을 넣었다. 2022년 베일스티어 칼사 FC로 이적했다.